# Melrose (Iowa)
Pour les articles homonymes, voir Melrose.
Melrose est une ville du comté de Monroe, en Iowa, aux États-Unis. Elle est fondée en 1866 et incorporée le 20 mars 1882. La ville est connue en tant que « Petite Irlande de l'Iowa ».

## Source de la traduction
- (en) Cet article est partiellement ou en totalité issu de l’article de Wikipédia en anglais intitulé « Melrose, Iowa » (voir la liste des auteurs).